# L'astronave
L'astronave è il primo album del gruppo USB (Udite Suoni Buoni), formato dal disc jockey milanese DJ Jad ex componente degli Articolo 31 e dal rapper napoletano esordiente  Ciccio Pasticcio, uscito il 19 marzo 2013.
Questo album contiene 25 brani, i quali sono stati interamente campionati e prodotti dal pioniere dell'hip hop italiano DJ Jad tramite l'etichetta La Sartoria Record, di sua proprietà.

## Tracce
1. Sangue amaro – 4:11
2. Come appare – 3:49
3. Hey – 4:58
4. Fatti tuoi – 4:10
5. L'astronave – 3:21
6. Vada come vada – 3:34
7. Libera la mente – 3:54
8. Pneumatica – 3:28
9. Mezza via – 4:49
10. Mono – 3:08
11. Soul e sole – 3:56
12. Fiji – 1:31
13. Il tuo sorriso (feat. Sophia) – 2:30
14. Ora che – 3:27
15. Musica blu – 3:20
16. Ieri – 3:42
17. Scappiamo via – 3:41
18. Non ci sto – 4:08
19. Tempo imperfetto – 3:48
20. Come alla tv – 4:53
21. Luna tu – 3:39
22. Dipende da te (feat. Alan Sorrenti) – 3:37
23. Scorgimi l'anima – 3:43
24. Onde nel cielo – 4:42
25. Simmetrici – 3:33

## Singoli
1. Ora che - 01/06/2012
2. Tempo Imperfetto - 07/12/2012
3. Dipende da te - 05/03/2013

## Video pubblicati
1. Ora che (regia di Claudio Zagarini) - 06/06/2012
2. Tempo Imperfetto (regia di Claudio Zagarini) - 07/12/2012
3. Dipende da te - 12/03/2013 [3]
4. Mono - 01/05/2013
5. Libera la mente - 11/10/2013

## Curiosità
- La grafica della disco, dipinta per altro interamente a mano e rielaborata al computer, è stata realizzata da Francesco Skià, illustratore, pittore e writer torinese.
- Il pezzo Spargiamo Amore, uscito ancor prima del primo singolo Ora che, non fa parte dall'album ed è scaricabile in freedownload.[4]
- Nel brano Il tuo sorriso, il quale è dedicato alla madre defunta del disc jockey, DJ Jad canta insieme a sua figlia Sophia, nel brano Simmetrici DJ Jad canta insieme a Ciccio Pasticcio.
- La versione remixata del singolo Tempo Imperfetto è gratuitamente scaricabile nel sito ufficiale del gruppo.[5]
- La base iniziale di Ora che è stata ricavata dal campionamento di un pezzo di Totò.
- L'uscita dell'album è stata spostata due volte a causa di ritardi nella concessione di autorizzazioni per alcuni campionamenti presenti nel disco.